# San Nicolás de los Garza
San Nicolás de los Garza é um município do estado de Nuevo León, no México. 
Em 2005, o município possuía um total de 476.761 habitantes.

## Cidades-irmãs
San Nicolás de los Garza tem 5 cidades-irmãs, que são:
- Winnipeg, Canadá
- Denton, Estados Unidos
- Seguin, Estados Unidos
- Kansas City, Estados Unidos
- Taipé, Taiwan